# Піщанокопський район
Піщаноко́пський райо́н (рос. Песчанокопский район) — район у південній частині Ростовської області Російської Федерації. Адміністративний центр — село Піщанокопське.

## Географія
Район розташований у крайній південній частині області, і це єдиний район Ростовської області, який межує із Ставропольським краєм та має взагалі кордон із трьома суб'єктами федерації. На північному заході межує із Цілинським районом, на північному сході — із Сальським районом, на південному сході має кордон із Калмикією, на півдні — із Ставропольським, а на заході та південному заході — із Краснодарським краєм.

## Історія
Піщанокопський та Розвиленський райони Азово-Чорноморського краю були утворені 18 січня 1935 року із частини Білоглинського району, який з 1937 року перебуває у складі Краснодарського краю. 1937 року райони входять до складу Ростовської області. У травні 1959 року Развілинський район ліквідовується, а його територія відходить до складу Піщанокопського. 1961 року села колишнього Піщанокопського району відійшли до складу Сальського району, а у лютому 1963 року і сам район був ліквідований. У листопаді 1965 року територія району була відновлена.

## Населення
Населення району становить 30264 особи (2013; 31619 в 2010).

## Адміністративний поділ
Район адміністративно поділяється на 9 сільських поселень, які об'єднують 19 сільських населених пунктів:
| Поселення                          | Площа, км² | Населення, осіб (2010) | Центр         | Населені пункти |
| ---------------------------------- | ---------- | ---------------------- | ------------- | --------------- |
| Богородицьке сільське поселення    | -          | 1803                   | Богородицьке  | 2               |
| Жуковське сільське поселення       | -          | 2582                   | Жуковське     | 1               |
| Заріченське сільське поселення     | -          | 1002                   | Дальнє Поле   | 3               |
| Краснополянське сільське поселення | -          | 3546                   | Красна Поляна | 1               |
| Літницьке сільське поселення       | -          | 3060                   | Літник        | 1               |
| Піщанокопське сільське поселення   | -          | 10789                  | Піщанокопське | 5               |
| Полив'янське сільське поселення    | -          | 2241                   | Полив'янка    | 2               |
| Розвильненське сільське поселення  | -          | 5509                   | Розвильне     | 3               |
| Розсипненське сільське поселення   | -          | 1087                   | Розсипне      | 1               |

### Найбільші населені пункти
| №  | Населений пункт | Населення, осіб (2010) |
| -- | --------------- | ---------------------- |
| 1  | Піщанокопське   | 10 593                 |
| 2  | Розвильне       | 5 494                  |
| 3  | Красна Поляна   | 3 546                  |
| 4  | Літник          | 3 060                  |
| 5  | Жуковське       | 2 582                  |
| 6  | Богородицьке    | 1 746                  |
| 7  | Полив'янка      | 1 357                  |
| 8  | Розсипне        | 1 087                  |
| 9  | Ніколаєвка      | 884                    |
| 10 | Дальнє Поле     | 864                    |

## Економіка
Район є сільськогосподарським, тут працює 16 колективних господарств, які займаються вирощуванням зернових, технічних культур та тваринництвом. Розвивається переробна промисловість сільськогосподарської продукції.